# Семейство рецепторов липопротеинов низкой плотности
Семейство рецепторов липопротеинов низкой плотности (англ. Low density lipoprotein receptor gene family) представляет собой класс структурно-связанных рецепторов, располагающихся на клеточной мембране и выполняющих различные функции в разных органах и тканях. 
На данный момент у млекопитающих известно семь рецепторов, входящих в семейство:
- Рецептор липопротеинов низкой плотности (LDLR);
- Рецептор липопротеинов очень низкой плотности (VLDLR);
- Аполипопротеин-Е рецептор 2 (ApoER2 или LRP8);
- Multiple epidermal growth factor (EGF) repeat-containing protein (MEGF7)
- LDLR-related protein 1 (LRP1)
- LDLR-related protein 1b (LRP1b)
- Мегалин (Megalin).

## Структура
У рецепторов семейства различают несколько типичных функциональных доменов:
- Связывающий повтор типа "А" (type A binding repeat) длиной 40 аминокислотных остатков.
- Повтор типа "B".
- EGF-повтор с бета-пропеллерным доменом YWTD.
- Трансмембранный домен.
- Цитоплазменный регион белка с мотивом NPxY. NPxY-мотив необходим для клатрин-опосредованного эндоцитоза.

## Внешние ссылки
- Schematic representation of the seven mammalian LDL receptor family members — структурная схема семи рецепторов семейства.